# 津島市立藤浪中学校
津島市立藤浪中学校（つしましりつ ふじなみちゅうがっこう）は、愛知県津島市西柳原町にある公立中学校。

## 概要
- 津島市立東小学校校区と津島市立北小学校校区の生徒が通学する[1]。

## 沿革
- 1949年（昭和24年）4月 - 津島市立津島中学校から分離し、現在の津島市文化会館の場所に津島市立東中学校として開校。
- 1951年（昭和26年） - 現在地に校舎を新築し、移転する。
- 1953年（昭和28年） - 津島市立藤浪中学校に改称する。
- 1987年（昭和62年） - 津島市立暁中学校を分離する。
- 2019年（令和元年）11月 - 開校70周年記念式典を行う。

## 交通アクセス
- 名鉄津島線・尾西線津島駅下車、徒歩約12分。
- 名鉄津島線藤浪駅下車、徒歩約15分。
- 津島市ふれあいバスAコース、「藤浪中学校西」バス停より徒歩約3分。

## 周辺施設
- 清林館高等学校
- 愛知県立津島北高等学校
- 津島市立北小学校
- 津島市立東小学校
- 愛西市立北河田小学校
- 津島市文化会館
- 津島郵便局
- 津島警察署
- ヨシヅヤ津島北テラス
- ハローワーク津島・津島労働基準監督署

## 著名な出身者
- 内田雅章 - 実業家、作家、講演家、「学生新聞」創設者
- 山本麻衣-プロバスケットボール選手、東京2020オリンピック女子バスケットボール3×3日本代表